# Atarba (Atarba) religiosa
Atarba (Atarba) religiosa is een tweevleugelige uit de familie steltmuggen (Limoniidae). De soort komt voor in het Neotropisch gebied.